# 内藤隆嗣
内藤 隆嗣（ないとう たかつぐ、1981年6月19日 - ）は、日本の映画監督。

## 経歴
宮崎県日向市生まれ。宮崎県立日向高等学校、東京都立大学理学部数学科卒業。宮崎から親友を呼んで撮影した自主映画第2弾『MIDNIGHT PIGSKIN WOLF』がPFF（ぴあフィルムフェスティバル）2006で企画賞（TBS賞）を受賞、第18回PFFスカラシップに選ばれ、『不灯港』を完成させた。本作はロッテルダム国際映画祭コンペ部門正式出品を皮切りに十数カ国の海外映画祭で上映され、ミラノ国際映画祭では準グランプリを受賞した。
大学在学中に出演したテレビ朝日の番組「銭形金太郎」にて、番組総ビンボー出演者557人の中から「超ビンボーベスト10」第4位に選ばれた。
男の悲哀にペーソスを交えて描くドラマ展開を持ち味としている。

## 監督作品
- MIDNIGHT PIGSKIN WOLF (2006)

ぴあフィルムフェスティバル
- 不灯港 (2008)

ロッテルダム国際映画祭コンペティション
ミラノ国際映画祭コンペティション　準グランプリ
台北国際映画祭コンペティション　準グランプリ
ハンブルク国際映画祭コンペティション
全州国際映画祭コンペティション
ワルシャワ国際映画祭
シアトル国際映画祭
バルセロナアジア映画祭
香港アジア映画祭
カナダ新世代映画祭
ブエノスアイレスインディペンデンデント映画祭
- 梅子 (2009)
- 青春Hシリーズ
  - 狼の時代 (2010)
  - 狼の生活（2012）
- 恋は考えるな、愛は感じろ (2013)

モントリオール世界映画祭

## 出演
- 青二才（2013年、サトウトシキ監督）